# Mini Tagba Balogou
Mini Tagba Balogou est un footballeur international togolais né le 31 décembre 1987 à Lomé. Il évolue au poste de milieu de terrain et joue actuellement à l'US Raon-l'Étape.
Il compte deux sélections avec l'équipe du Togo.

## Biographie
Mini Tagba Balogou rejoint le centre de formation de l'Olympique de Marseille en 2002 et signe un premier contrat professionnel au FC Lorient. Non conservé par le club breton après une année en réserve, il s'engage pour deux ans avec les SR Colmar, en CFA 2, puis rejoint le FC Mulhouse.
Après une saison à l'USL Dunkerque, il retourne au FC Mulhouse, où il finit huitième meilleur buteur du groupe B, et meilleur buteur en équipe première du club. Joueur rapide, il inscrit 15 buts en 17 matchs lors de la saison 2012-2013 mais ne confirme pas la saison suivante, n'inscrivant que trois buts. En juin 2014, il s'engage à l'US Raon-l'Étape.
Il compte deux sélections avec l'équipe du Togo de football.

## Statistiques
Le tableau ci-dessous résume les statistiques en match officiel de Mini Tagba Balogou depuis ses débuts professionnels,.
| Saison    | Club            | Championnat | Championnat | Championnat | Coupe(s) nationale(s) | Coupe(s) nationale(s) | Total | Total |
| Saison    | Club            | Division    | M.          | B.          | M.                    | B.                    | M.    | B.    |
| 2006-2007 | SR Colmar       | CFA 2       | -           | -           | -                     | -                     | 0     | 0     |
| 2007-2008 | SR Colmar       | CFA 2       | 31          | 7           | -                     | -                     | 31    | 7     |
| 2008-2009 | SR Colmar       | CFA         | 31          | 1           | -                     | -                     | 31    | 1     |
| 2009-2010 | FC Mulhouse     | CFA         | 26          | 6           | -                     | -                     | 26    | 6     |
| 2010-2011 | USL Dunkerque   | CFA 2       | 1           | 0           | -                     | -                     | 1     | 0     |
| 2011-2012 | FC Mulhouse     | CFA         | 30          | 12          | 6                     | 3                     | 36    | 15    |
| 2012-2013 | FC Mulhouse     | CFA         | 21          | 15          | 5                     | 2                     | 26    | 17    |
| 2013-2014 | FC Mulhouse     | CFA         | 21          | 3           | 1                     | 0                     | 22    | 3     |
| 2013-2014 | US Raon-l'Étape | CFA         | 6           | 2           | 1                     | 0                     | 7     | 2     |